# Kaiserstraße 151 (Mönchengladbach)

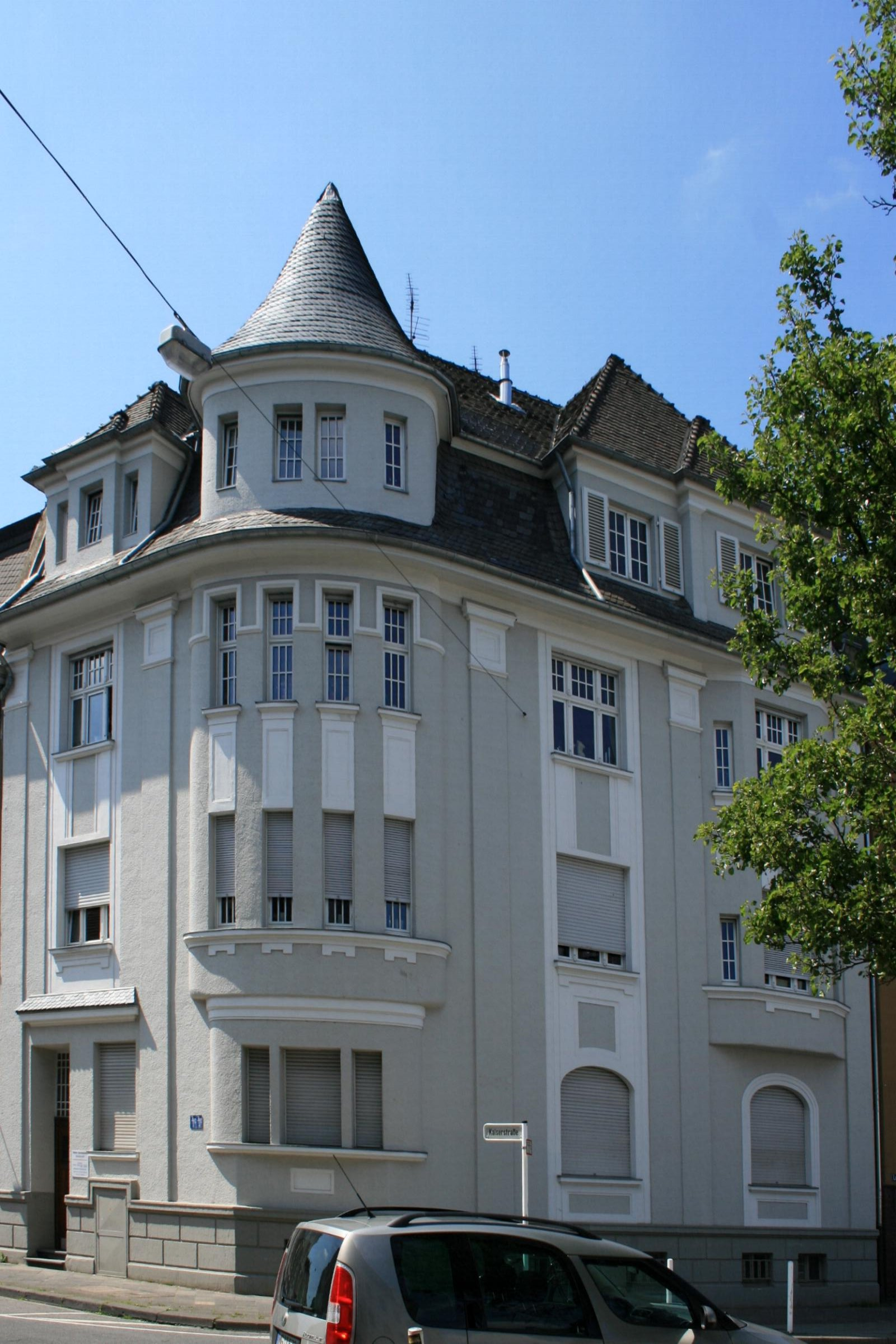
Wohnhaus (2010)

Das Wohnhaus Kaiserstraße 151 steht in Mönchengladbach (Nordrhein-Westfalen).
Das Gebäude wurde um 1930 erbaut. Es wurde unter Nr. K 070 am 27. Februar 1991 in die Denkmalliste der Stadt Mönchengladbach eingetragen.

## Lage
Das Objekt liegt in der Einmündung der Lessingstraße in die Kaiserstraße.

## Architektur
Es handelt sich um einen traufenständigen, dreigeschossigen Eckbau mit einer Fensterachse Richtung Kaiserstraße, zwei Fensterachsen Richtung Lessingstraße und mehreren engliegenden Fensterachsen in der verschliffenen Ecke Richtung Kreuzungsmitte.